# 鞭谷5号墳
鞭谷5号墳（むちだにごごうふん）は、京都府与謝郡与謝野町石川鞭谷にある古墳。形状は円墳。鞭谷古墳群を構成する古墳の1つ。与謝野町指定史跡に指定されている。

## 概要
京都府北部、野田川支流の石川（川上川）東岸の山中、石川支流の鞭谷川が形成する小谷（鞭谷）最奥部に築造された古墳である。鞭谷では古墳6基が分布して鞭谷古墳群を形成し、そのうち5号墳（本古墳）・6号墳で横穴式石室が開口する。1976年（昭和51年）に測量調査が実施されている。
墳形は円形で、直径10メートル強・高さ3メートル程度を測る。埋葬施設は片袖式の横穴式石室であり、南西方向に開口する。玄室天井の中央部を高く構築する中高式の石室として特色を示し、同様の石室が多く分布する因幡地方との関係を示唆するとして注目される。築造時期は古墳時代後期の6世紀後半-末頃と推定される。
古墳域は与謝野町指定史跡に指定されている。

## 遺跡歴
- 大正期、『京都府史蹟勝地調査會報告』第五冊に記載。
- 1976年（昭和51年）、測量調査（同志社大学考古学研究会、2003年に報告）[1]。

## 埋葬施設

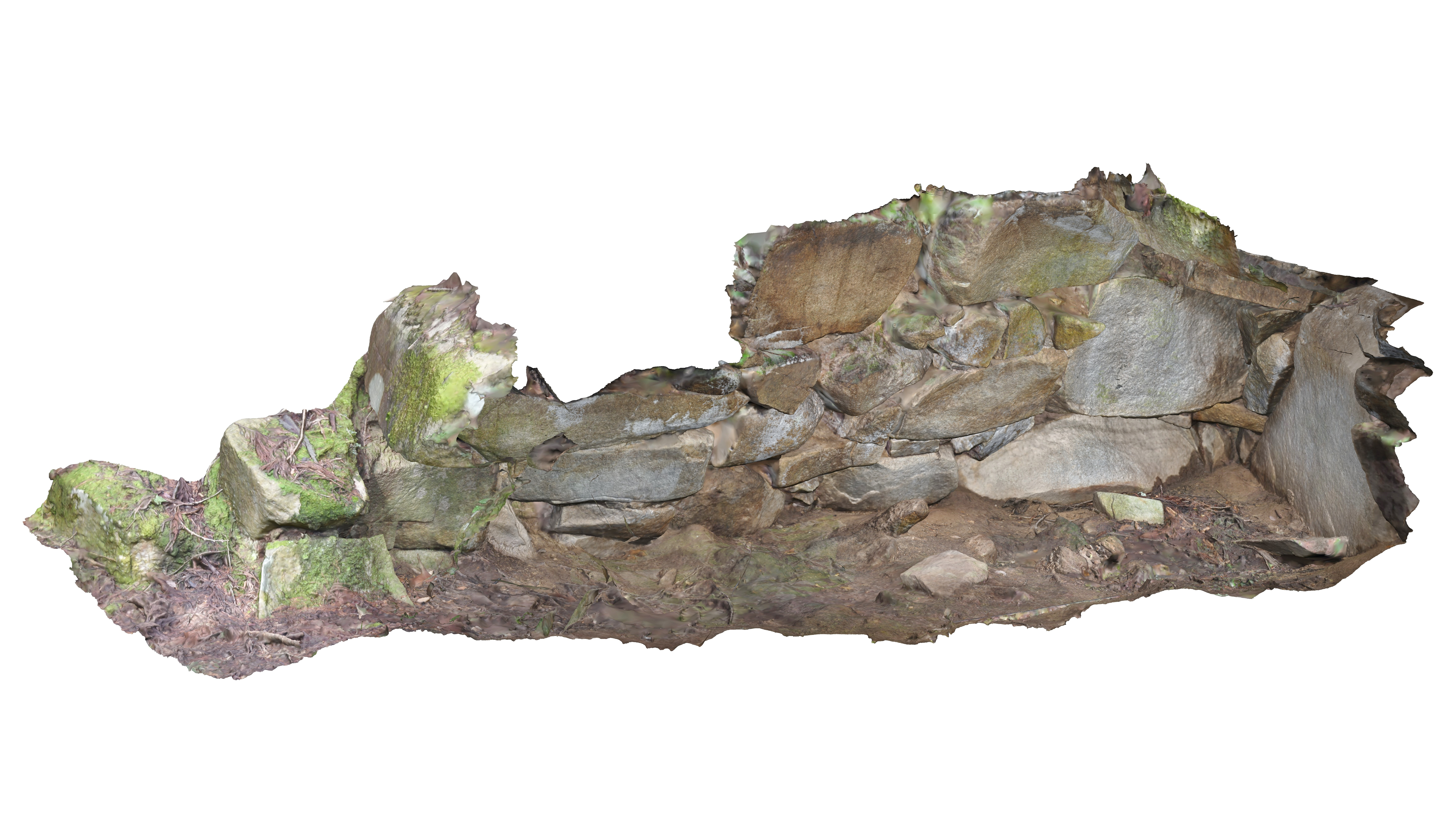
石室俯瞰図

石室展開図

埋葬施設としては片袖式横穴式石室が構築されており、南西方向に開口する。玄室天井の中央部を高く構築する中高式の石室である。石室の規模は次の通り。
- 石室全長：現存約6.3メートル
- 玄室：長さ3.30メートル（左側壁）・3.35メートル（右側壁）、幅1.72メートル（奥）・1.94メートル（前）、現在高さ1.45メートル（奥）・1.82メートル（中央）
- 羨道：現存長さ2.74メートル、幅1.42メートル（玄門）・1.40メートル（羨門）、現在高さ1.18メートル

石室の石材は花崗岩の角礫で、小振りの自然石の横積みによって構築される。奥壁には鏡石として巨石1枚を据え、隙間に小型石材を詰める。顔料・粘土・漆喰は認められない。

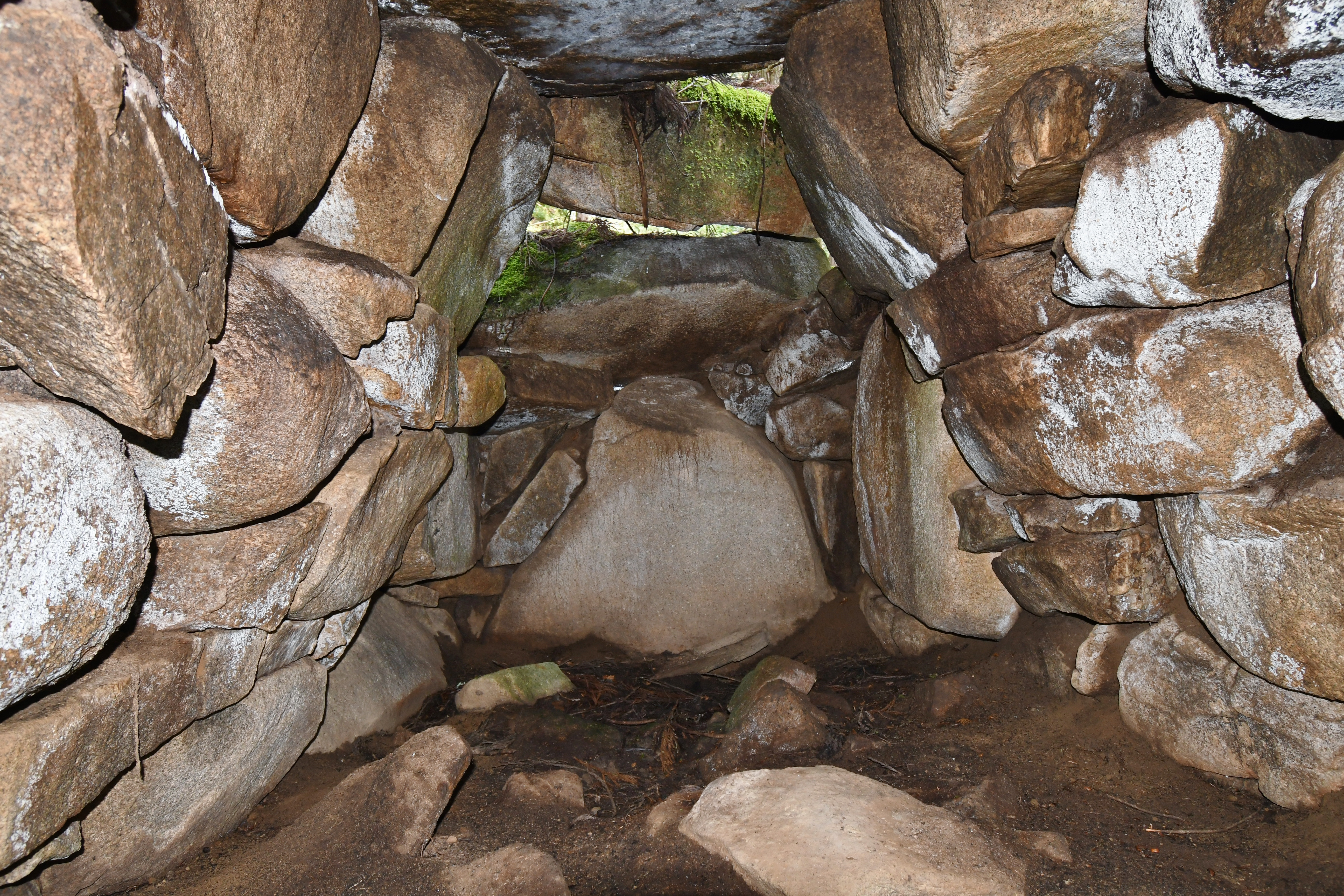
玄室（奥壁方向）
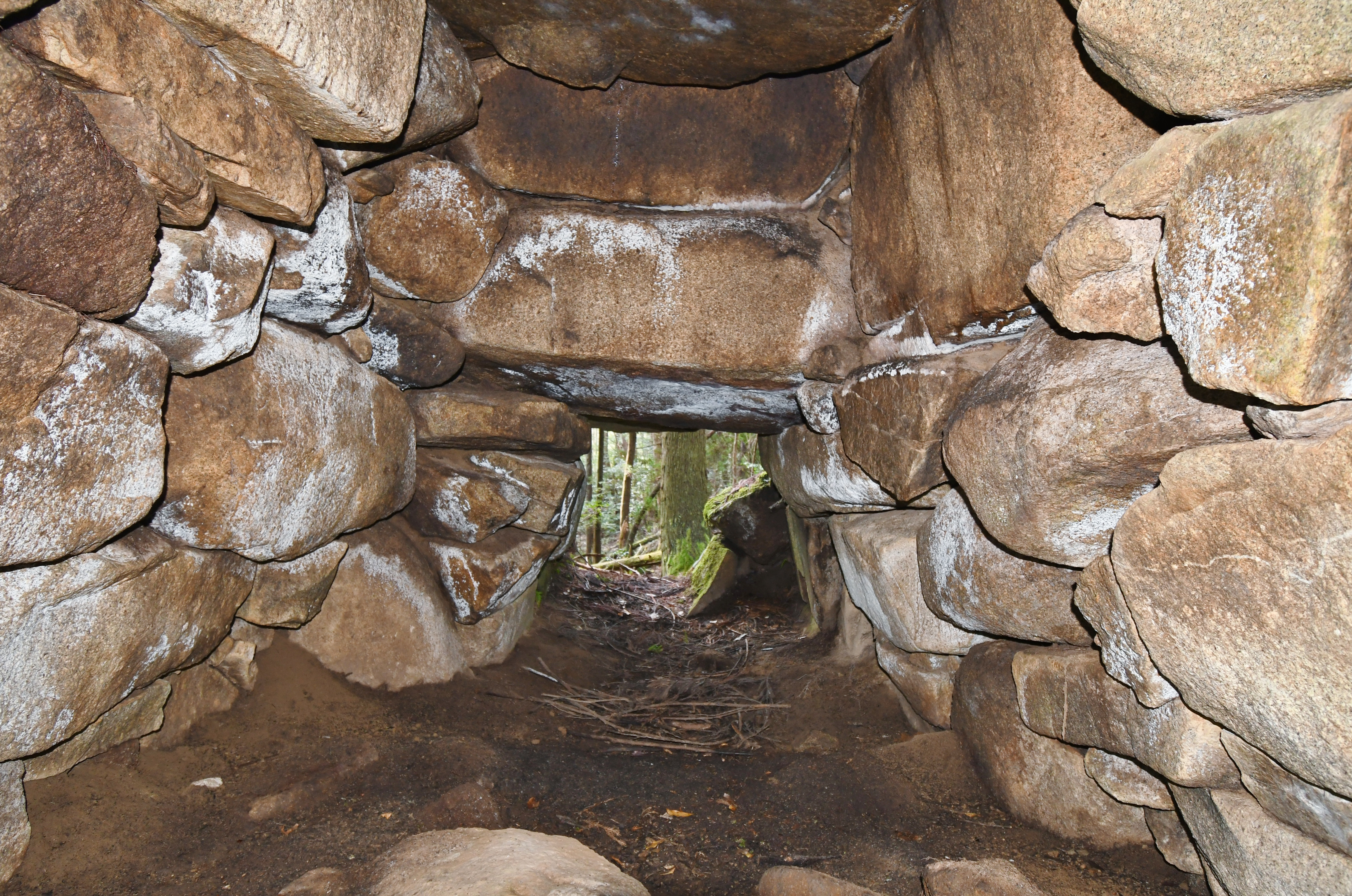
玄室（開口部方向）
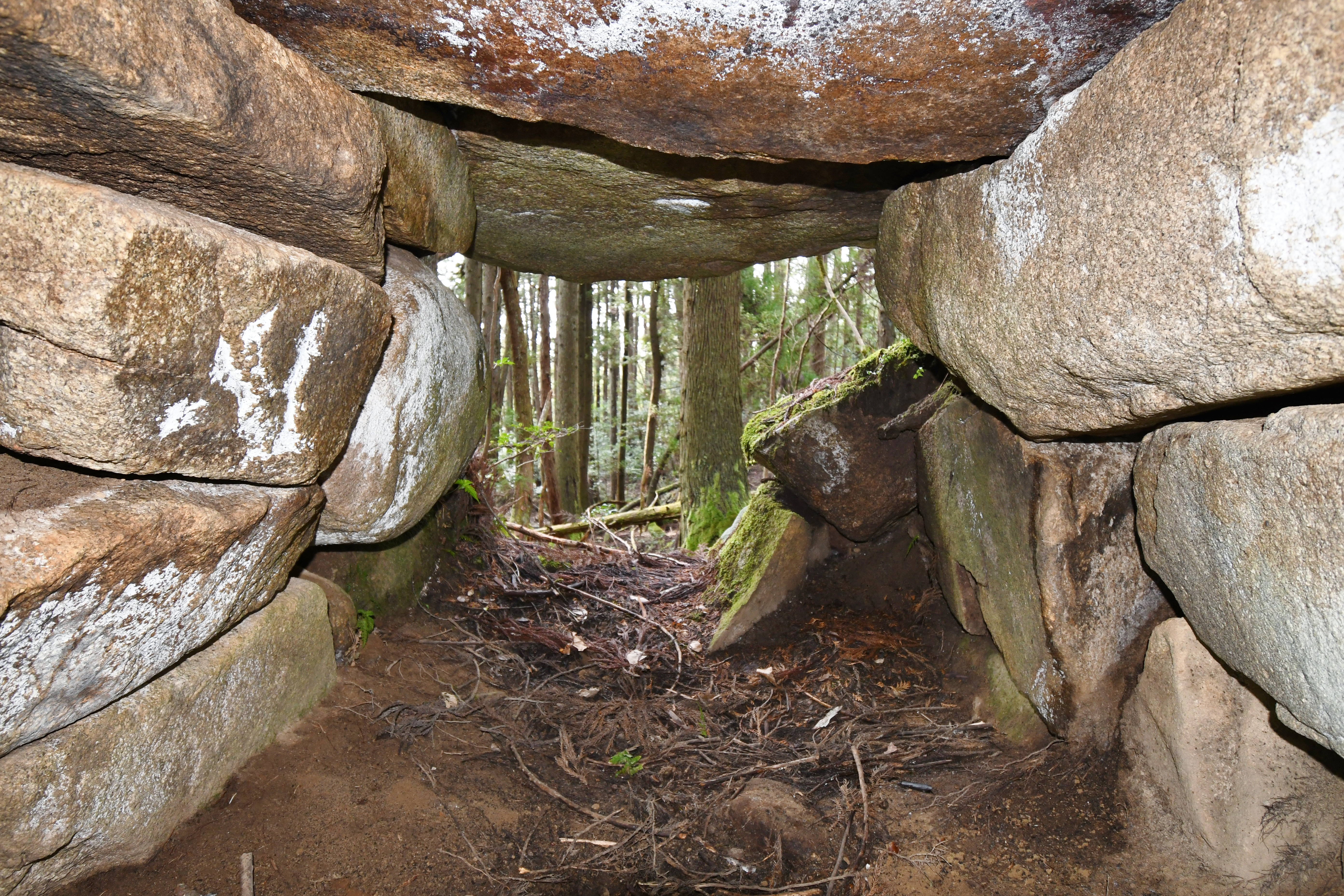
羨道（開口部方向）
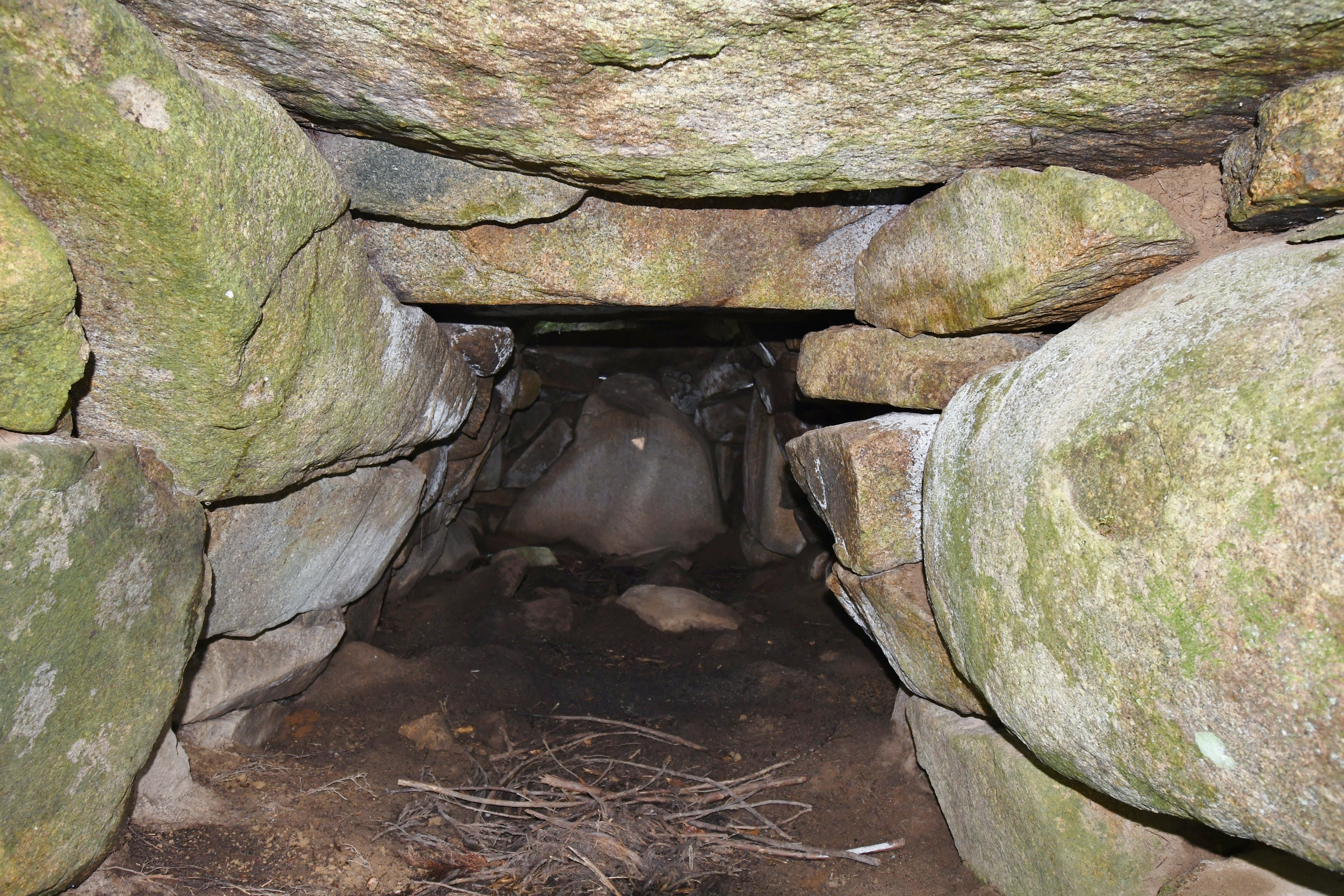
羨道（玄室方向）
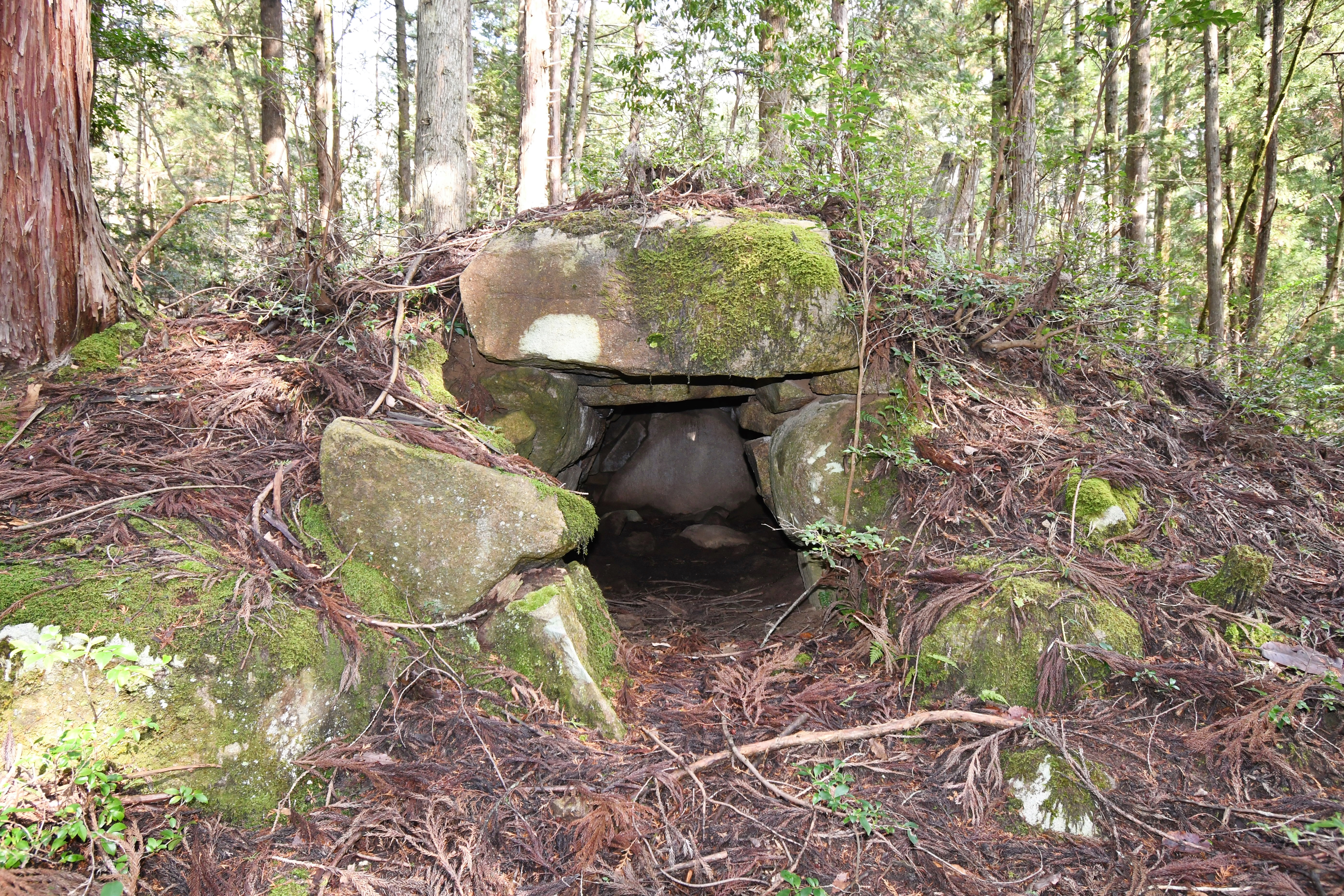
開口部

## 文化財

### 与謝野町指定文化財
- 史跡
  - 鞭谷5号墳

## 関連文献
（記事執筆に使用していない関連文献）
- 「山田、石川、吉津諸村ノ古墳」『京都府史蹟勝地調査會報告』 第五冊、京都府、1925年。 - リンクは国立国会図書館デジタルコレクション。